# Ian McDonald (schrijver)

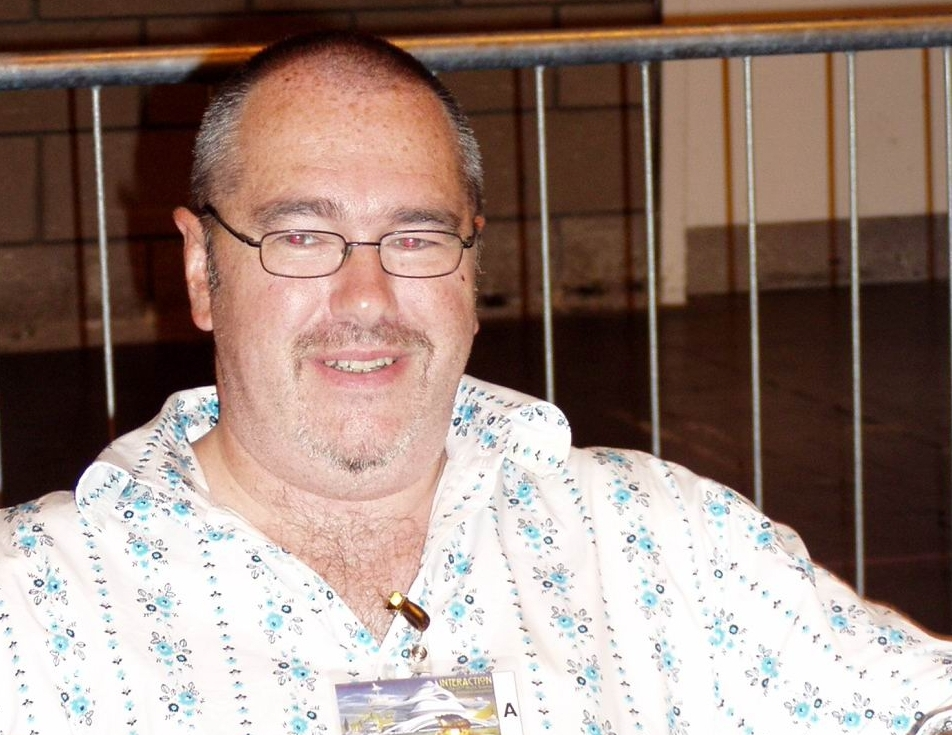
Ian McDonald op de Worldcon 2005 in Glasgow

Ian McDonald (Manchester, 1960) is een Brits sciencefictionschrijver.
McDonald werd in 1960 als zoon van een Ierse moeder en een Schotse vader geboren. In 1965 verhuisden ze naar Noord-Ierland en Ian woont nu in Belfast.
Zijn romans en verhalen zijn vaak doordrongen van de Noord-Ierse situatie: regelmatig worden conflicten tussen twee bevolkingsgroepen met verschillende religie of afkomst beschreven. In Sacrifice of Fools bijvoorbeeld, voltrekt zich het conflict tussen mensen en als vluchtelingen binnengekomen buitenaardse wezens.
McDonald heeft in 1989 de Locus Award ontvangen voor Desolation Road. In 2004 won hij de Britse BSFA Award gewonnen met River of Gods; het boek leverde hem ook een nominatie voor de Hugo Award op. De BSFA Award voor 2007 werd hem toegekend voor de roman Brasyl. In 2011 won hij de John Wood Campbell Memorial Award for Best Science Fiction Novel voor The Dervish house. Er zijn in het Nederlands taalgebied nog geen vertalingen van zijn werken verschenen.

### Desolation Road series
- Desolation Road (1988)
- The Luncheonette of Lost Dreams (1992) (short story)
- Ares Express (2001)

### Chaga saga
- Toward Kilimanjaro (1990) (short story)
- Chaga (1995, US: Evolution's Shore)
- Kirinya (1998)
- Tendeléo's Story (2000) (short story)

### India in 2047
- River of Gods (2004)
- The Djinn's Wife (2006)

### Everness series
- Planesrunner (2011)
- Be My Enemy (2012)
- Empress of the Sun (2014)

### Luna series
- New Moon (2015)
- Wolf Moon (2017)
- Moon Rising (2019)

### Ander werk
- Out on Blue Six (1989)
- King of Morning, Queen of Day (1991)
- Hearts, Hands and Voices (1992, US: The Broken Land)
- Kling Klang Klatch (1992) (stripverhaal met David Lyttleton)
- Scissors Cut Paper Wrap Stone (1994)
- Necroville (1994, US: Terminal Café)
- Sacrifice of Fools (1996)
- Brasyl (2007)
- The Dervish House (2010)
- Time Was (2018)

### Verhalenbundels
- Empire Dreams (1988)
- Speaking in Tongues (1992)
- Cyberabad Days (2009)
- The Best of Ian McDonald (2015)